# Chen Wu
Chen Wu (chinesisch 陳武, Pinyin Chén Wǔ; † zwischen 215 und 217) war ein General der Wu-Dynastie zur Zeit der Drei Reiche im China der Kaiserzeit.
Chen Wu war von grobschlächtigem und abstoßendem Äußeren. Er begann seinen Dienst im Alter von 18 Jahren unter Sun Ce (175–200). Chen Wu war sehr tapfer und kämpfte immer in der vordersten Schlachtreihe. Er war auch für sein angenehmes Wesen bekannt: Sun Ces Bruder Sun Quan war ihm sehr gewogen und verbrachte oft Zeit in seinem Haus. In der Zweiten Schlacht von Hefei (zwischen 215 und 217) fiel Chen Wu auf dem Schlachtfeld bei einem Duell mit General Pang De.
| Personendaten    | Personendaten                       |
| ---------------- | ----------------------------------- |
| NAME             | Chen Wu                             |
| ALTERNATIVNAMEN  | 陳武 (chinesisch); Chén Wǔ (Pinyin) |
| KURZBESCHREIBUNG | General der Wu-Dynastie             |
| GEBURTSDATUM     | 2. Jahrhundert                      |
| GEBURTSORT       | China                               |
| STERBEDATUM      | zwischen 215 und 217                |
| STERBEORT        | China                               |